# قاعدة أولويات كان-إنغولد-بريلوغ

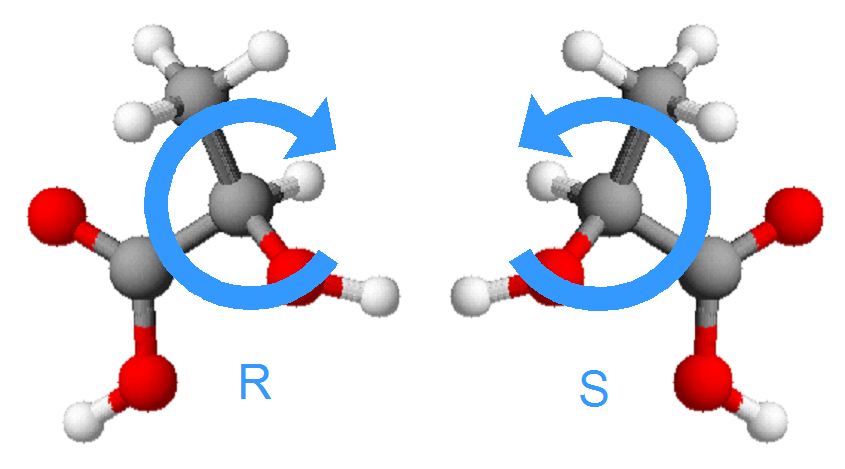

في الكيماء العضوية يمكن تطبيق قاعدة أولويات كان-إنغولد-بريلوغ لمعرفة اتجاه الجزيء في المركبات العضوية، لتحديد الكيمياء الفراغية له، وكذلك لتحديد أسماء المتزامرات للجزيئات التي بها رابطة مزدوجة مثل الألكينات.

## التطبيق
وببساطة، يتم تطبيق هذه القاعدة لأي ذرة مرتبطة لمركز فراغي أو أي نظام به نظام يشبه الألكين (في وجود رابطة مزدوجة)، وتحدد الأولوية طبقا للعدد الذري للذرات المرتبطة بالمركز الفراغي، فكلما زاد العدد الذري، زادت الأولوية.
وفي حالة أن أكبر ذرتين مرتبطتين بالمركز الفراغي لهما نفس العدد الذري، يتم عندها مقارنة العدد الذري للذرات الأخرى المرتبطة بالمركز الفراغي. وفي حالة تساويها أيضا يتم ملاحظة العدد الذري للذرات المرتبطة بأول ذرة في الترتيب لكلا المجموعتين وهكذا. على أن الروابط الثنائية والثلاثية تقيم على أن الذرة مرتبطة لاثنين أو ثلاثة من الذرات المرتبطة بالرابطة الثنائية أو الثلاثية.
أمثلة:
CH2OH تكون له أولوية عن C(CH3)3
CH(CH3)2 تكون له أولوية عن CH2CH2OH
CH=O تكون له أولوية عن CH(CHCH2CH2OH)OH
CH2CH2CH3 تكون له أولوية عن CH(CH3)D ، بالرغم من أن CH2D يتغلب على CH3. (لاحظ أن D نظير من نظائر H ولكنه أثقل).
وبعد تعيين أولويات المستبدلات للمركز الفراغي، يتم ترتيب الجزيء في الفراغ بحيث يكون المستبدل الذي له أقل الأرقام في الناحية المعاكسة للمراقب. ثم يتم ملاحظة ترقيم باقى المستبدلات 2، 3، 4، ولو أن اتجاه الترقيم يكون مع عقارب الساعة يكون المركز الفراغي أر (R) أي يمين باللغة اللاتينية، ولو أن اتجاه الترقيم يكون عكس اتجاه الساعة يكون المركز الفراغي أس (S) أي يسار باللاتينية.
وفي الألكينات والجزيئات المشابهة التي بها رابطة مزدوجة، يتم تطبيق نفس نظام الأولويات للمستبدلات. وفي هذه الحالة هو تقييم أعلى اثنين من المستبدلات بالنسبة للرابطة المزدوجة. ولو أن المستبدلات التي لها أعلى تقييم متماثلة وفي نفس الاتجاه من الرابطة المزدوجة، بمعنى أنهم في الشكل «سيس»، عندها يتم استخدام «زد» ("Z") ولو أنهم في الوضعية ترانس يستخدم لها «إي» ("E")، وهما اختصار Zusammen، Entgegen بالترتيب والتي تعنى «معا» أو «معاكس» باللغة الألمانية.
ومن المهم ملاحظة أنه قد يوجد أكثر من نوع يتطلب له تعيين في الجزيء الواحد. فمثلا، إفيدرين يتواجد في كل من الأشكال الآتية: 1-(«أر»)، 2-(«إس»)، وأيضا 1-(«إس»)، 2-(«أر»). كما يتواجد مركب له نفس الصيغة في الأشكال 1-(«أر»)، 2-(«أر») وأيضا 1-(«إس»)، 2-(«إس»). وهذا ليس إفدرين ولكنه سيدوفيدرين. وتختلف المجموعة الأخيرة التي تخص السيدوفرين عن مجموعة الإفدرين بوضع المجموعات في الفراغ، كما تم ملاحظتها عن طريق قاعدة كان-إنغولد-بريلوغ للتفريق بينهما بطريقة أخرى غير التسمية القياسية (فكلاهما 2-ميثيل أمينو-1-فينيل-1-بوبانول في التسمية القياسية). وتكون الإينانتومرات الخاصة بالإفدرين داياستريومرات لإينانتومرات السيدوفيدرين. وبصفة عامة فإنه عند تواجد n من المراكز الفراغية، يكون هناك 2n من المتزامرات الفراغية المحتملة. وعموما، فإنه غالبا ما يكون هناك بعض الحالات التي يكون فيها بعض المتزامرات الفراغية منطبقة على بعضها في المرآة. ومن المهم تعيينها «كمتزامرات فراغية».
ويجب أيضا ملاحظة أنه من الخطأ تسمية ذرة رباعية بها أربعة مستبدلات مختلفة على أنها «مركز كايرال». وهذا ناتج من أن مثل هذا المركز من الممكن أن يكون في جزيء ليس كايرال. ومن الممكن أن يكون جزء من جزيء داياستريومرغير نشيط ضوئيا. ويجب عندها إطلاق الاسم الصحيح عليه وهو مركز فراغي.

## اقرأ أيضاً
- تسمية نظامية للمركبات العضوية